# Marksburg
Marksburg est un château surplombant la ville de Braubach en Rhénanie-Palatinat, en Allemagne. Il est situé sur la rive droite du Rhin, en amont de l'embouchure de la Moselle.
Il s'agit du seul château médiéval du Haut-Rhin moyen qui n'ait jamais été détruit. C'est un des principaux sites repris au patrimoine mondial de l'UNESCO.

## Histoire
Le château fut construit par les seigneurs d'Eppstein en 1117 pour protéger la ville de Braubach. On en retrouve une mention officielle dès 1231.  En 1283, le comte Eberhard II de Katzenelnbogen l'acheta et, jusqu'au XVe siècle, le château fit l'objet de nombreux aménagements.
Le dernier des comtes de Katzenelnbogen mourut en 1429. La dernière comtesse en titre, Anne de Katzenelnbogen (en), épousa Henri de Hesse. Le château devint ainsi propriété de la famille de Hesse qui l'aménagea en forteresse avec des batteries et des bastions.
En 1803, après la dissolution du Saint-Empire, Napoléon donna le château de Marksburg à ses alliés, les ducs de Nassau. Le château fut utilisé comme prison et comme établissement pour invalides.
Durant la guerre austro-prussienne, les Nassau prirent le parti de l'Autriche et perdirent le château de Marksburg au bénéfice de la Prusse.
En 1900, le château de Marksburg fut acheté par une association œuvrant pour la protection des monuments historiques, l'Association des Châteaux allemands (en allemand : Deutsche Burgenvereinigung). Le professeur Bodo Ebhard, architecte et conseiller privé à la cour de l'Empereur Guillaume II, fut à l'initiative de cet achat.  Le château fut remis en état dans les années qui suivirent. Il est actuellement le siège principal de cette association. La visite guidée permet de découvrir la vie dans un château médiéval.